# Магнитные терапевтические наночастицы
Магнитные терапевтические наночастицы или ферромагнитные наночастицы; суперпарамагнитные наночастицы (англ. англ. magnetic nanoparticles for therapeutic use или ferromagnetic nanoparticles, superparamagnetic nanoparticles) — наночастицы, имеющие постоянный или наведённый магнитный момент и применяемые в медицине для диагностики и лечения заболеваний.

## Описание
Магнитные наночастицы, используемые в терапевтических целях, могут состоять из ферро-, ферримагнитных или суперпарамагнитных материалов. Основное их достоинство — это возможность бесконтактного управления их перемещением в организме с применением внешнего магнитного поля. Наиболее широкое применение в медицине находят наночастицы на основе оксидов железа со структурой шпинели (магнетит, маггемит).
Магнитные наночастицы в терапевтических целях редко применяют в чистом виде. Обычно их инкапсулируют или помещают в биоинертные матрицы (различные органические соединения или полимеры, в том числе природного происхождения) с целью снижения возможного токсичного воздействия магнитной фазы, повышения ее физикохимической устойчивости и создания возможности иммобилизации на поверхности таких капсул или матриц лекарственных препаратов. Капсулирование обычно проводят в суспензиях ультрадисперсных ферро-, ферри- и суперпарамагнитных частиц, содержащих стабилизирующие реагенты и получивших название «магнитные жидкости».
Одной из областей применения магнитных наночастиц в медицине является адресная доставка лекарств. К ее основным преимуществам относят возможность значительного уменьшения токсического действия лекарств на другие органы и системы организма, возможность направлять и удерживать в определенном месте наночастицы с лекарством при помощи магнитного поля, визуализировать их методами магнитно-резонансной томографии. Важным свойством магнитных наночастиц является возможность осуществлять их локальный нагрев высокочастотным магнитным полем для инициации механизма десорбции/декапсулирования лекарств или для проведения магнитной гипертермии. Для адресной доставки лекарств в качестве магнитного носителя обычно используют суперпарамагнитные частицы, поскольку после воздействия магнитного поля они не агрегируют, однако при этом происходит снижение мощности магнитного воздействия, что усложняет перенос и удерживание частиц в непосредственной близости от целевого объекта, особенно при мощном воздействии кровотока.
Магнитные наночастицы, покрытые биосовместимыми молекулами (декстран, поливиниловый спирт, фосфолипиды), к которым «пришиты» антитела к специфическим антигенам, используются в технологии магнитного сепарирования. Так, например, магнитные частицы, покрытые иммуноспецифическими агентами, могут быстро связываться с красными кровяными клетками, бактериями или раковыми клетками. Методика разделения (сепарирования) клеток состоит в добавлении суспензии иммуномодифицированных магнитных наночастиц непосредственно к образцу биологической жидкости. После 10–20 минутной инкубации пробирка с образцом помещается в магнитный сепаратор, где клетки интересующей популяции, связанные с магнитными частицами, улавливаются магнитом, а супернатант удаляется.